# Stapar (Valjevo)
Stapar (Servisch cyrillisch Стапар) is een plaats in de Servische gemeente Valjevo. De plaats telt 223 inwoners (2002).

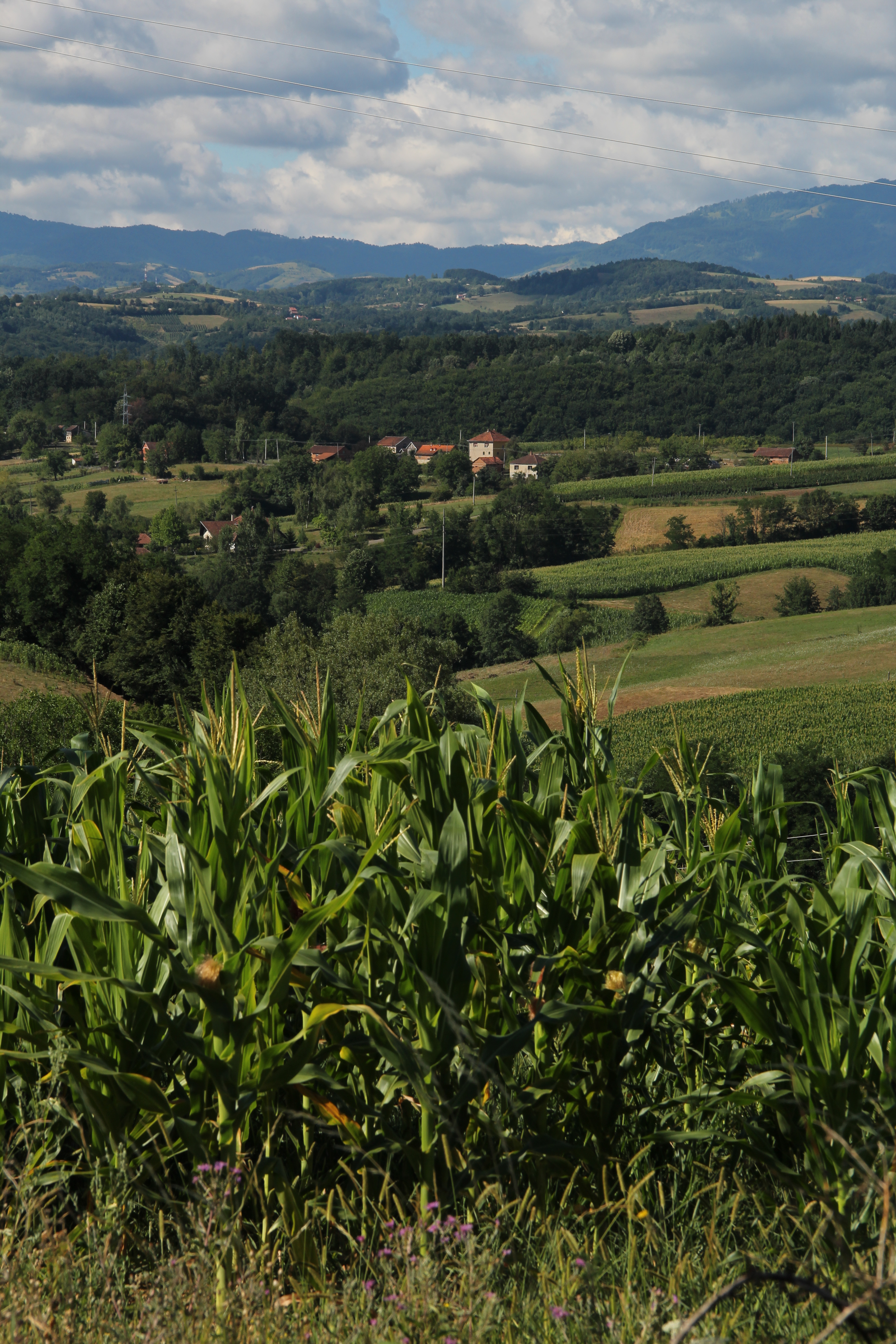
village Stapar - Panorama
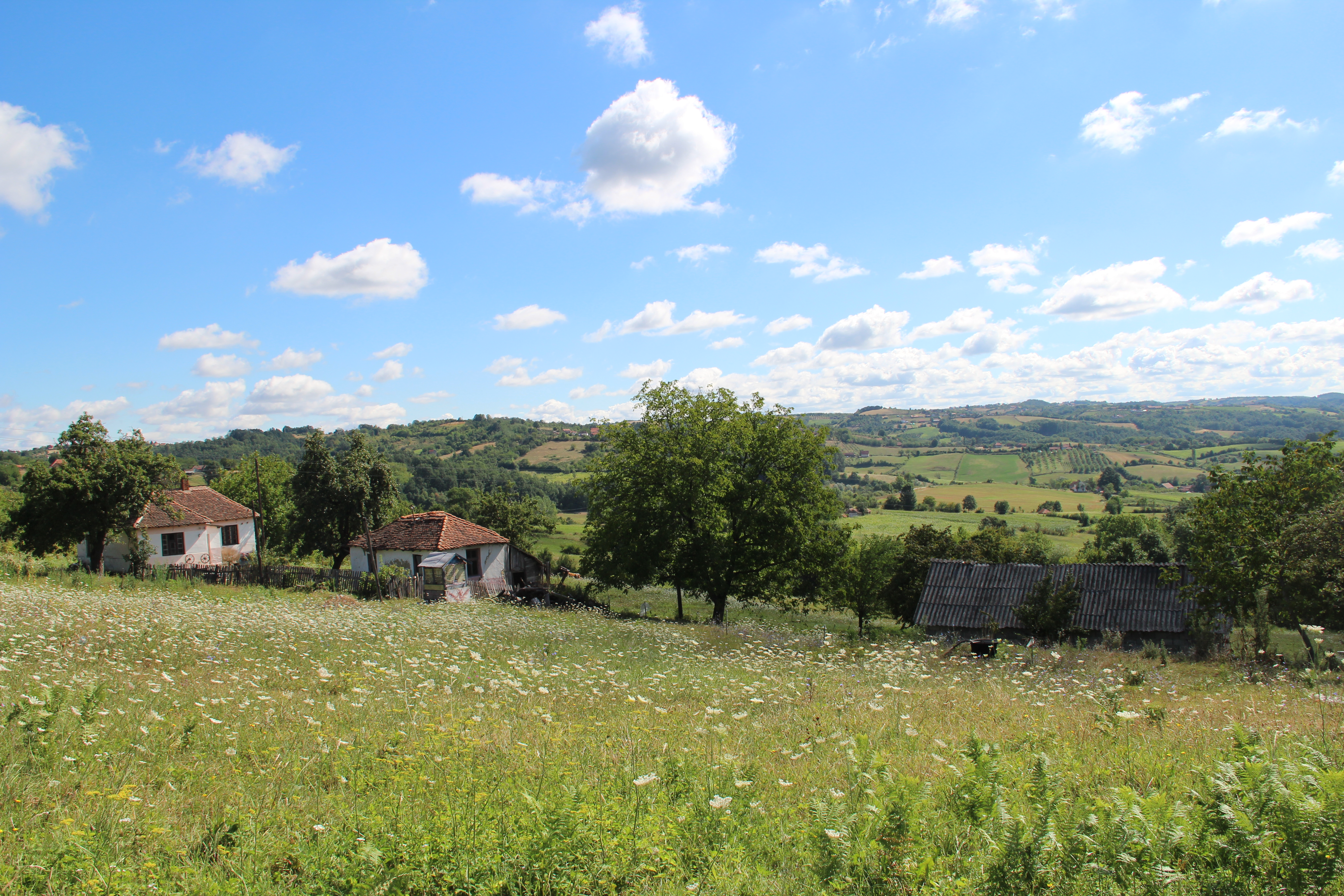
village Stapar - Panorama
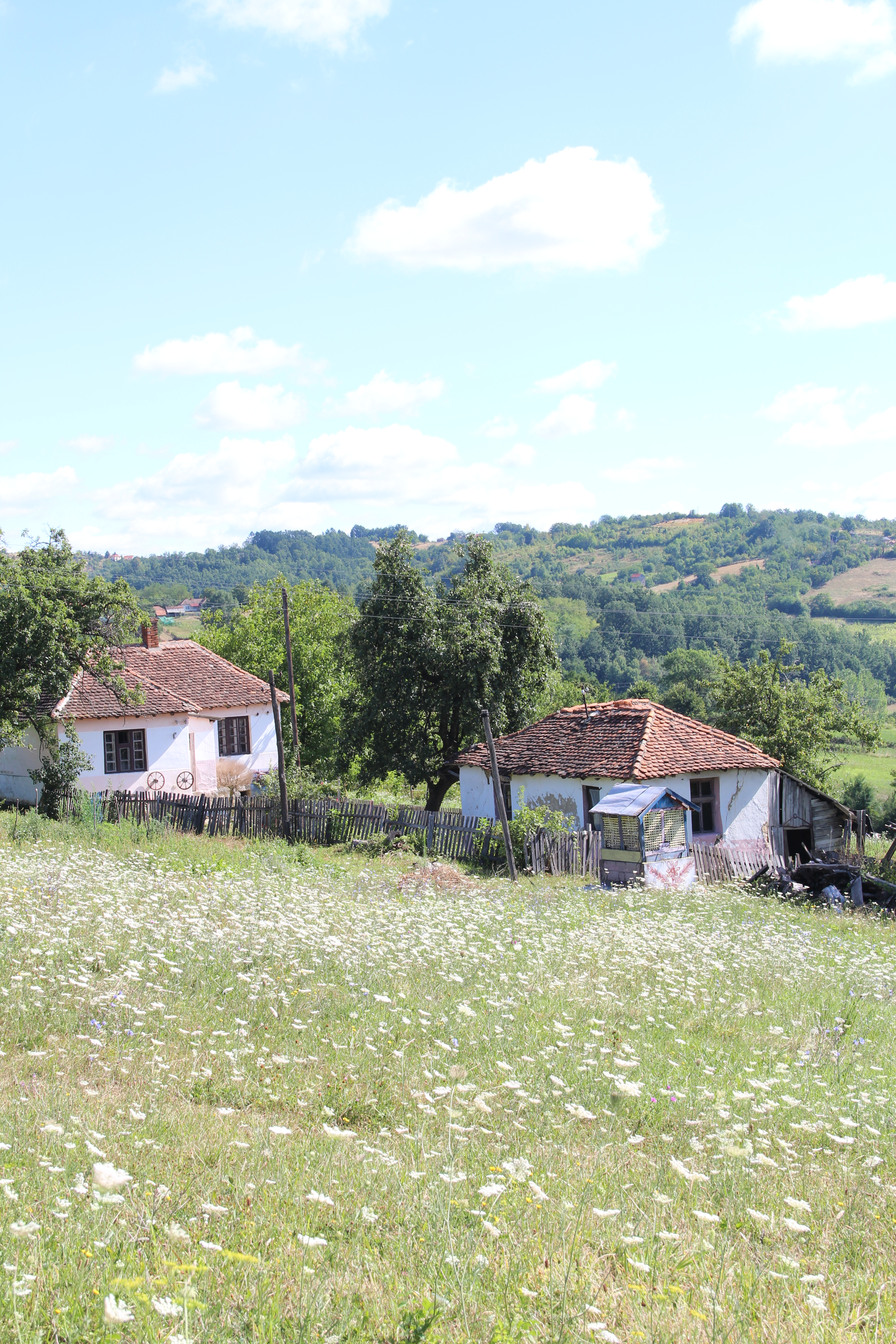
village Stapar - Panorama
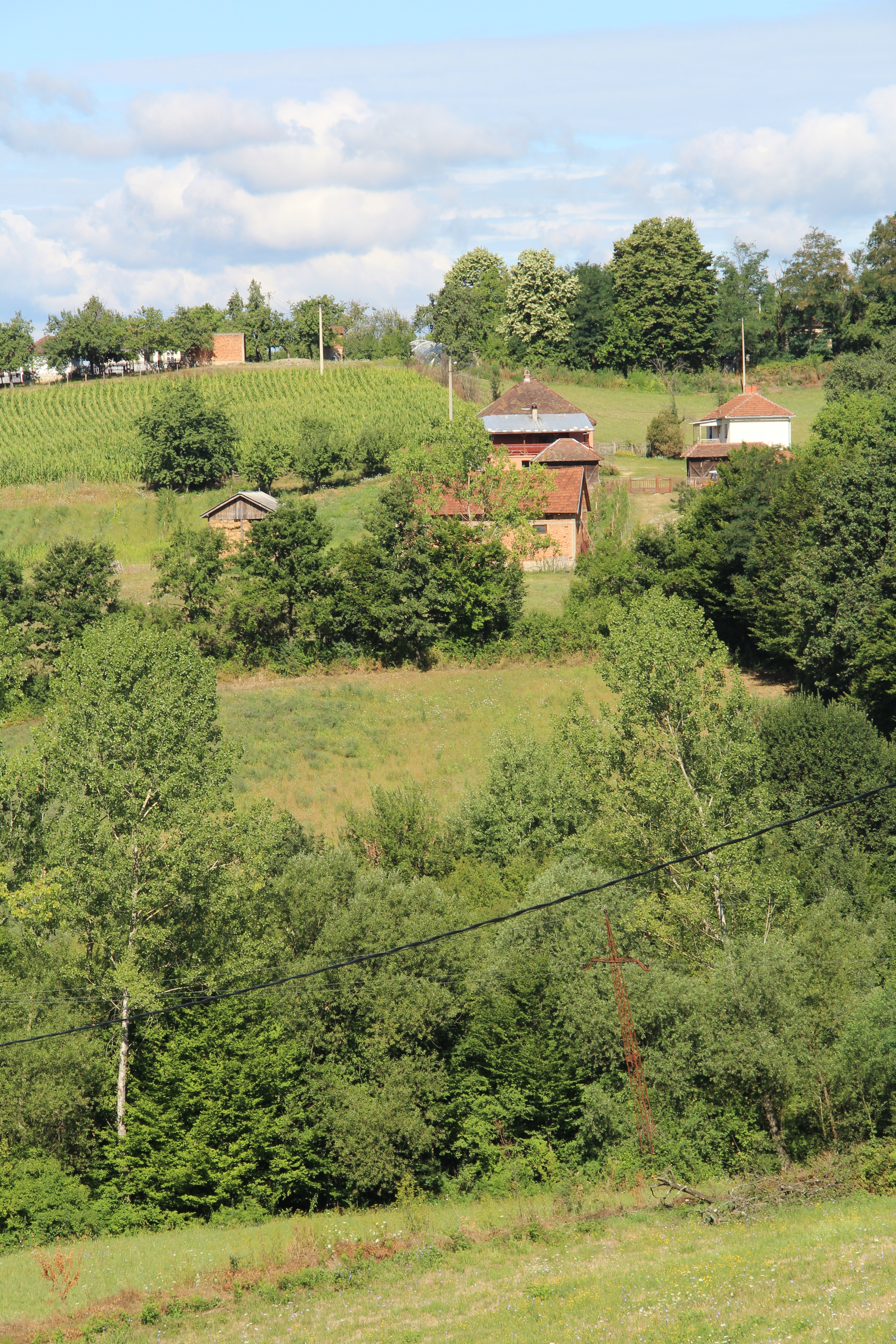
village Stapar - Panorama
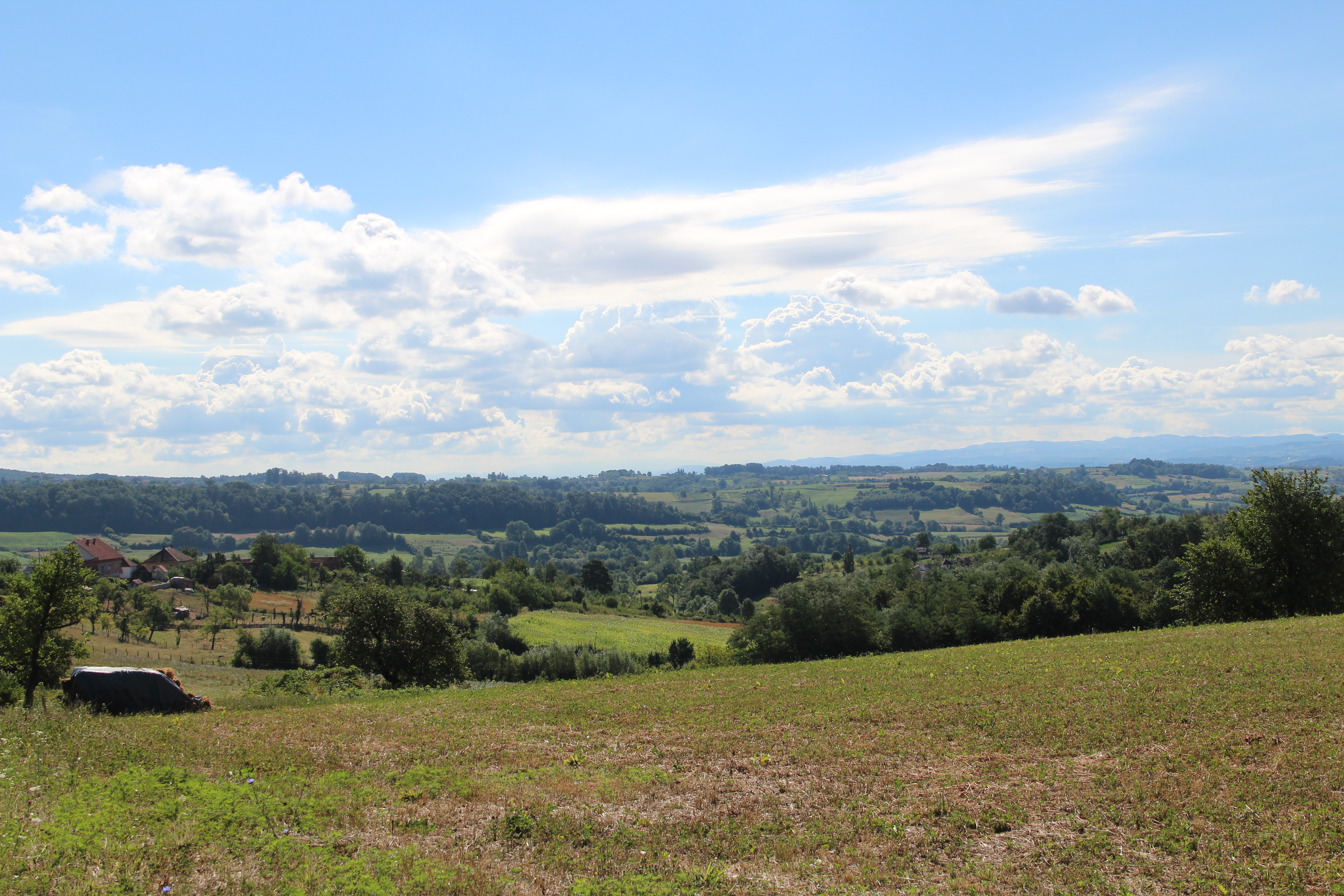
village Stapar - Panorama
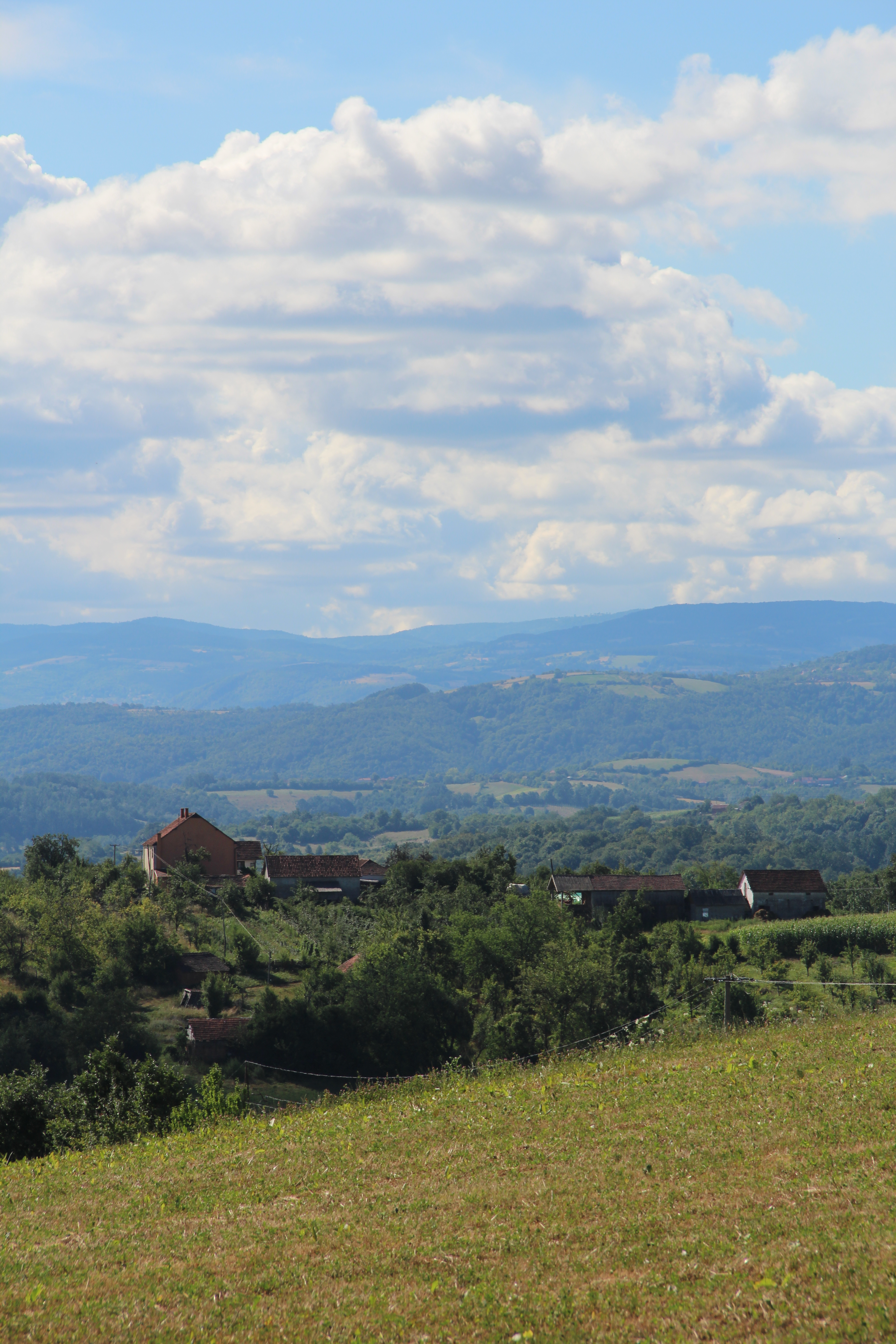
village Stapar - Panorama
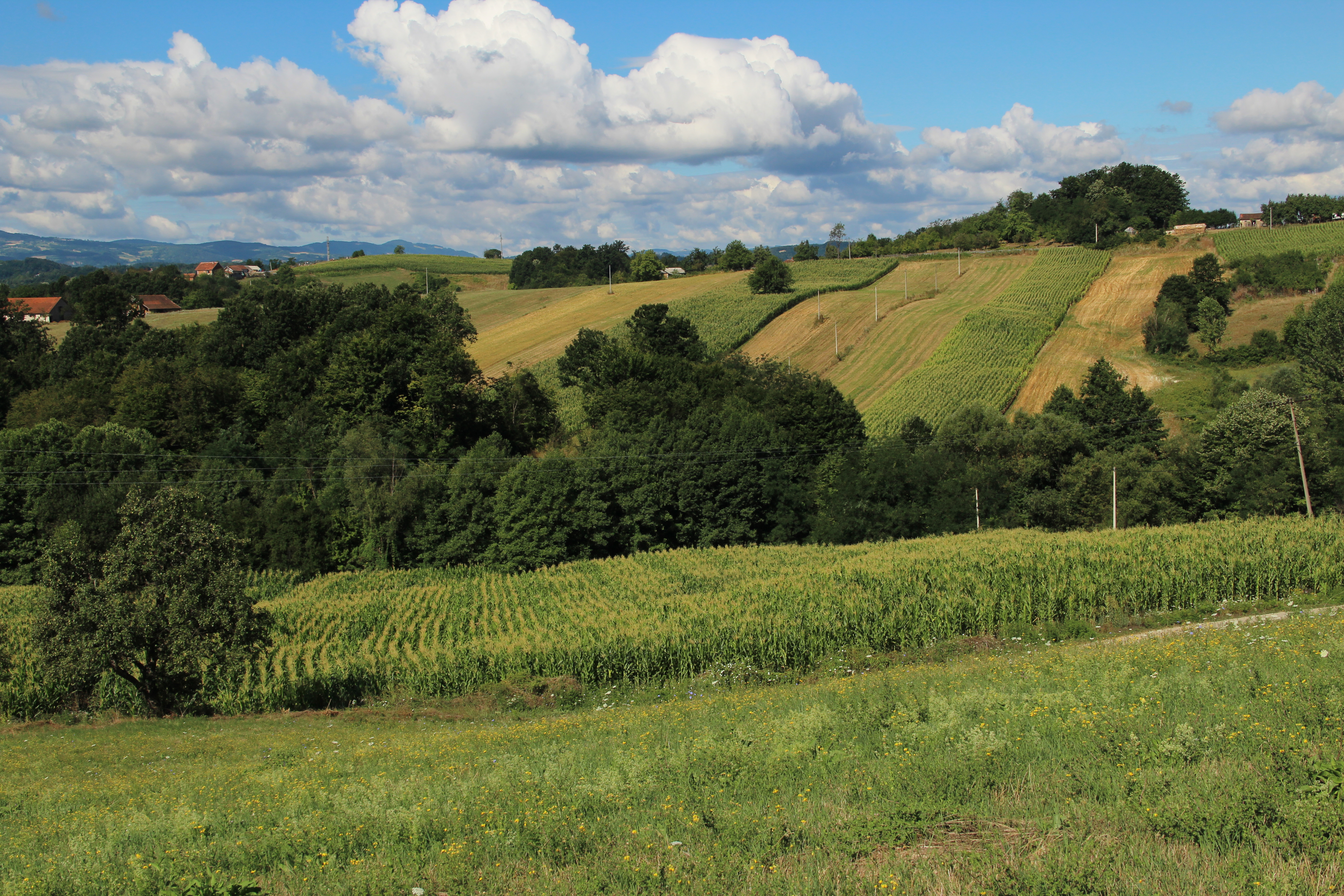
village Stapar - Panorama